# هاسه ۷۴۷۸
سیارک ۷۴۷۸ (به انگلیسی: 7478 Hasse، نامگذاری:1993OA4) هفت هزار و چهارصد و هفتاد و هشتمین سیارک کشف شده‌است که در ۲۰ ژوئیه ۱۹۹۳ کشف شد.
قدر مطلق سیارک برابر ۱۴٫۱۰ است.